# Wariacje Goldbergowskie
Wariacje Goldbergowskie – utwór Johanna Sebastiana Bacha (BWV 988), napisany na klawesyn, ale często wykonywany też na fortepianie.
Utwór składa się z Arii i 30 wariacji, opartych na jej schemacie harmonicznym, wykorzystujących przeróżne formy muzyczne, w tym różne tańce oraz skomplikowane i kunsztowne formy polifoniczne, jak fugata i różne rodzaje kanonów – od kanonu w unisonie, poprzez wszystkie interwały aż do kanonu w nonie. Cykl kończy Aria da capo w pierwotnej wersji.

## Historia
Utwór stanowi ukoronowanie twórczości Bacha na klawesyn, może wydawać się odpowiedzią na Essercizi Domenica Scarlattiego, które uważano za staromodne i zbyt skomplikowane. Utwór powstał w 1741 lub 1742 roku dla hrabiego Hermana Karla von Keyserlinga i wykonywany był przez Johanna Gottlieba Goldberga (muzyka hrabiego i ucznia Bacha), od którego wariacje wzięły swą nazwę. Według biografii Bacha napisanej przez Johanna Nikolausa Forkela, utwór miał służyć jako „lekarstwo” na bezsenność hrabiego. Było to najprawdopodobniej dzieło, za które Bach otrzymał największe wynagrodzenie.
Bach umieścił Wariacje Goldbergowskie w czwartym i ostatnim zeszycie cyklu Clavier-Übung.

## Budowa
Bach zawsze przejawiał zainteresowanie numerologią, co miało wyraźny wpływ na jego kompozycje. Utwór łączy muzyczną teraźniejszość z przeszłością (30 „ćwiczeń” Scarlattiego i 32 wariacje Dietricha Buxtehudego, a u Bacha układ 30+2).
Podstawę wariacji stanowi Aria. Jej plan harmoniczny jest podstawą wszystkich wariacji. Temat Arii zawarty jest w głosie basowym, co jest niczym innym jak nawiązaniem do barokowego ostinato (przykładem podobnym może być Bachowska Passacaglia c-moll). Bas jest jedyną rzeczą łączącą wariacje w całość. Każda wariacja ma swój charakterystyczny motyw – w większości jest on różny od Arii pod względem dynamicznym, agogicznym i fakturalnym. Całość zamyka Aria da capo.
Każda z wariacji napisana jest z zachowaniem proporcji i symetrii. Wariacje są ułożone trójkami. W każdej z nich pierwsza wariacja ma charakter tańca, druga jest wariacją wirtuozowską, natomiast ostatnia jest kanonem. Wśród tańców możemy wyróżnić: poloneza, passepied, gigę, fughetto, sarabandę, uwerturę, quodlibet. Wariacje wirtuozowskie ułożone są według stopnia trudności – od najprostszej do najtrudniejszej. Bach stosuje tu rozmaite techniki klawesynowe – pasaże, gamy, bogatą ornamentykę, dwudźwięki, skomplikowane rytmy, złożoną polifonię. Również kanony ułożone są według pewnej reguły. Pierwszy kanon jest w interwale prymy, drugi w interwale sekundy i tak aż do 9. kanonu w nonie (wariacja 27).
Wariacje pierwsza i ostatnia również mają charakter symboliczny, odnosząc się do unii polsko-saskiej (Bach pragnął zostać nadwornym kompozytorem króla Augusta II Mocnego) – wariacje otwarte są polonezem, a zamyka je quodlibet tańców niemieckich.
Utwór ma poniekąd charakter encyklopedyczny, jak gdyby Bach chciał w nim zaprezentować wszystkie style komponowania na klawesyn.

## Wariacje krok po kroku

### Aria
Aria dzieli się na dwie części po 16 taktów, jest sarabandą w metrum 3/4 i opiera się na bogato zdobionej melodii w najwyższym głosie. Francuski styl ornamentyki świadczy, iż ozdobniki są integralną częścią melodii. Jednak niektórzy wykonawcy (Wilhelm Kempff) nie wykonują wszystkich ornamentów i pozostawiają temat w suchej formie. Umieszczono w niej cytat z motywu początkowego utworu Aria La Capriciosa autorstwa Dietricha Buxtehudego.

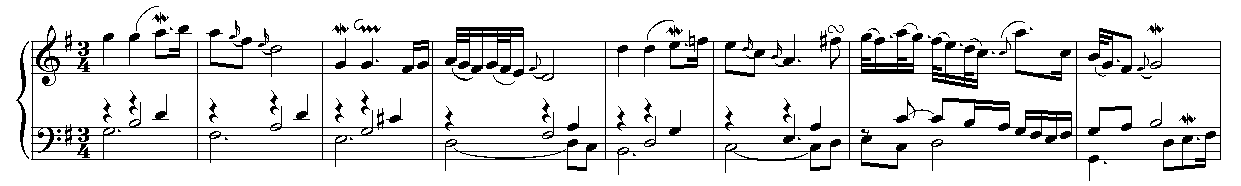
Pierwsze takty arii.

### Wariacja 1
Wariacja ta wydaje się być polonezem. Świadczy o tym metrum rytmu poloneza w partii lewej ręki, który można zaobserwować w Preludium As-dur z I tomu Das Wohltemperiete Klavier. Wariację charakteryzują szybkie progresyjne pochody gamowe i pasażowe oraz liczne imitacje w obu głosach. Metrum 3/4, zauważalne są liczne synkopy i skoki melodii o interwały seksty, septymy i nony.

### Wariacja 2
Jest to prosta 3 głosowa imitacja ze stałym progresyjnym basem i wyraźnym muzycznym dialogiem między dwoma wyższymi głosami. Wariacja jest niemal kanonem. Każdy z dwóch członów wariacji kończy się alternatywną repetycją.

### Wariacja 3
Pierwszy ze ścisłych kanonów w prymie. Dwa wyższe głosy pozostają w kanonie, natomiast trzeci – najniższy – głos jest wypełnieniem harmonicznym (opiera się na 2 członach – wyraźny rytm trójkowy lub szereg szesnastek). Metrum 12/8 i wspomniane grupy trójkowe mogą sugerować, iż wariacja to siciliana.

### Wariacja 4
Passepied oparte na swobodnej imitacji. Utwór mimo taneczności posiada wyraźną fakturę akordową – 3 głosy tworzą piony harmoniczne. Bas zawiera melodię Arii.

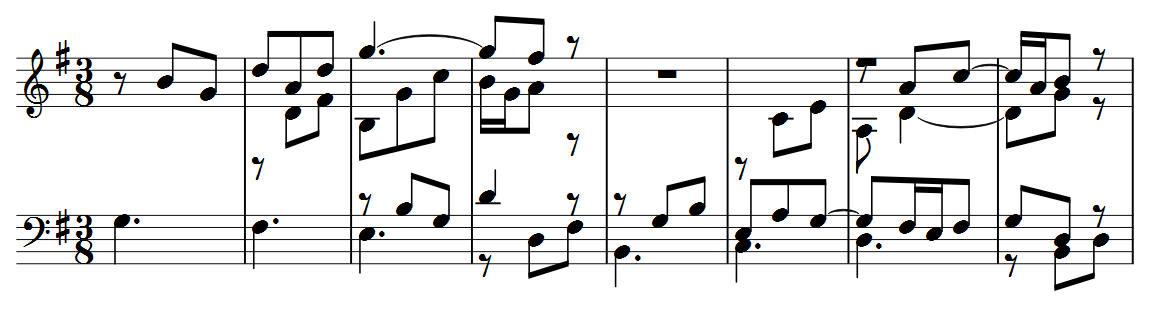
Pierwsze 8 taktów wariacji 4.

### Wariacja 5
Wariacja wyraźnie wirtuozowska, oparta na courante. Jest pierwszą z cyklu 2 głosowych wariacji, gdzie Bach stosuje technikę krzyżowania rąk. Taki sposób grania jest dość prosty i efektowny na 2 manuałowym klawesynie. Niestety, jest niezwykle trudny i uciążliwy na fortepianie. Metrum 3/4 – jeden z głosów prowadzi linię melodyczną złożoną z szybkich przebiegów szesnastkowych, podczas gdy drugi głos ma akompaniament. Po kilku taktach następuje wymiana melodii między głosami.

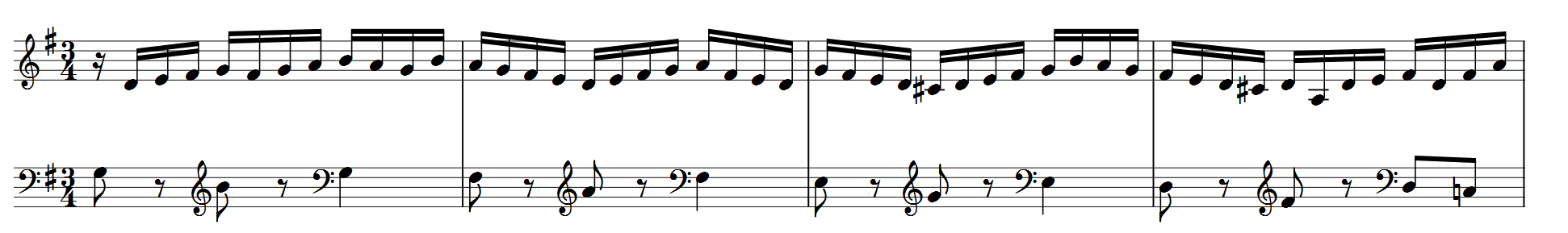
Pierwsze 4 takty wariacji 5.

### Wariacja 6
Szósta wariacja jest kanonem w sekundzie. Wariacja oparta jest na spadającej skali w metrum 3/8. Kanon oparty i spadające skale daje brzmieniowy efekt zwiększenia ilości głosów i nadaje wariacji niezwykły pęd.

### Wariacja 7
W swojej własnej kopii Wariacji Bach pisze, iż ten taniec w metrum 6/8 powinien być traktowany jako Giga (tempo i charakter Gigue). Wielu wykonawców nie stosuje się do tej adnotacji i wykonują ją jako sarabandę lub sicilianę – znacznie wolniej, majestatyczniej. Obie wersje są równie ciekawe – zarówno powolne (Glenn Gould, Wilhelm Kempff, Angela Hewitt), jak i stylowe (Murray Perahia). Wariację wyróżnia wyraźny synkopowany rytm i bogata ornamentacja.

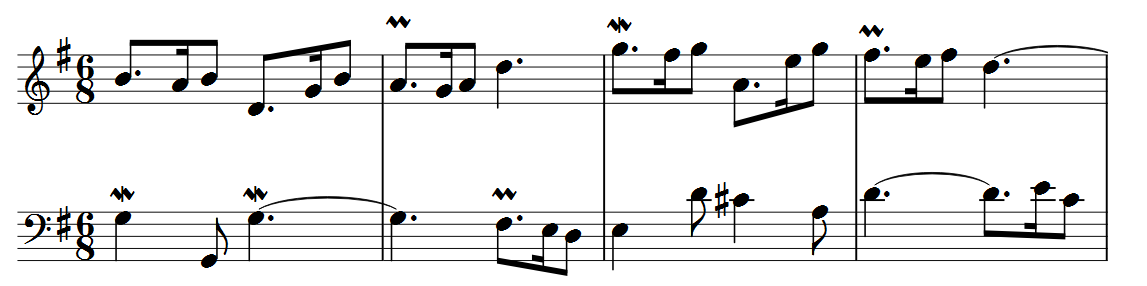
Pierwsze 4 takty wariacji 7.

### Wariacja 8
Kolejna z cyklu 2 głosowych wariacji wymagających krzyżowania rąk. Metrum 3/4, courante. Bardzo szybka, jedna ręka gra pochody pasażowe ósemkami podczas gdy druga ma również pasaże, ale w wartościach 2 razy mniejszych i pasaż biegnie w przeciwnym kierunku. Jeżeli odpowiednio ustali się kontrast między rękoma, efekt echa, który wtedy powstaje jest niesamowity.

### Wariacja 9
Kanon w tercji. Metrum 4/4. Po raz pierwszy linia basu jest bardzo rozbudowana i może śmiało kontrapunktować z pozostałymi głosami. Ta krótka wariacja (16 taktów) grana jest z reguły wolno, lecz nie można odmówić piękna koncertowemu wykonaniu jej przez Goulda (koncert w Moskwie)

### Wariacja 10

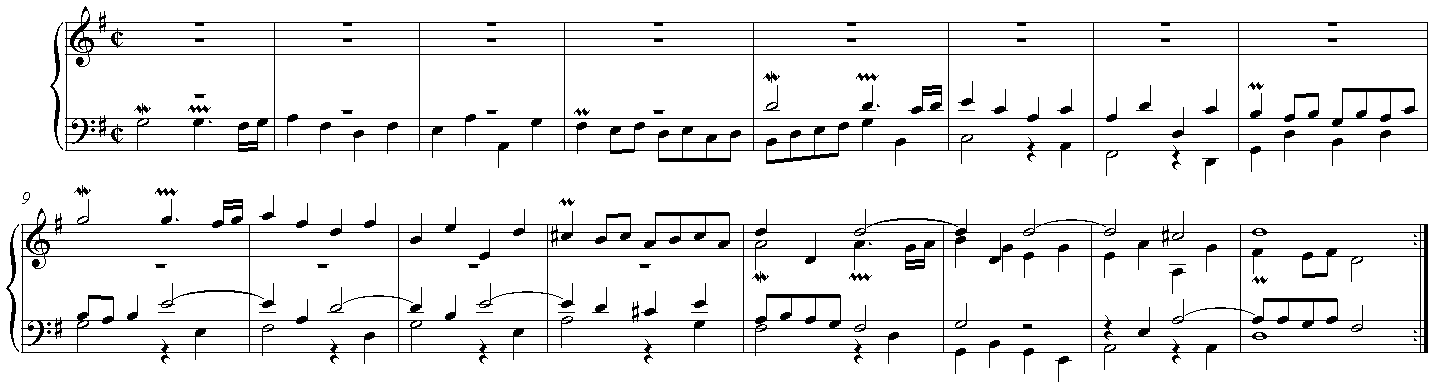
Pierwsze takty wariacji 10.

Fughetta z licznymi ozdobnikami.
Wariacja 13
Sarabanda.

### Wariacja 14
Courante w metrum 3/4.

### Wariacja 17
Courante w metrum 3/4.

### Wariacja 18
Gawot w metrum dwójkowym.

### Wariacja 20
Courante w metrum 3/4.

### Wariacja 21
Gigue.

### Wariacja 23
Courante w metrum 3/4.

### Wariacja 25
Sarabanda. Otwiera ją wzniosły lament w tonacji g-moll, autor dopisał do swojego egzemplarza tempo adagio przy tej wariacji.

### Wariacja 26
Sarabanda.

### Wariacja 30
Ostatnia wariacja ma charakter rustykalnego quodlibetu, opartego na dwóch saskich piosenkach pt. Ich bin so lang nicht be dir g’west oraz Kraut und Rüben haben mich vertrieben. Połączenie motywów z tekstów tych obu piosenek można odebrać jako żart i nawiązanie do początkowej arii (dawno cię nie słyszałem…) oraz do wariacji, które mogłyby być lepsze (kapusta i rzepa).

### Aria da capo
Zamykająca cykl Aria nawiązuje do Arii otwierającej cykl i stanowi jej dokładne powtórzenie. Powtórka arii jest zaznaczona w tekście pierwodruku jako aria da capo e fine.

## Wykonawstwo
Utwór był pierwotnie przeznaczony na dwumanuałowy klawesyn. Wariacje Goldbergowskie należą najtrudniejszych wykonawczo utworów, były znane muzykom przed ich popularyzacją w XX wieku. Były jednymi z pierwszych dzieł Bacha wydrukowanymi w XIX wieku. Wzmianka o nich pojawia się m.in. w dziele Kreisleriana autorstwa E.T.A. Hoffmanna.
Wykonanie całości zajmuje od 40 do 80 minut.
Znajomość Wariacji jest podstawą wiedzy każdego muzyka i od lat cieszą się popularnością wśród wykonawców i odbiorców. Do największych wykonań klawesynowych można zaliczyć nagrania takich mistrzów, jak Wanda Landowska, Karl Richter, Trevor Pinnock, Ton Koopman, Gustav Leonhardt, Pierre Hantaï, a do nagrań fortepianowych – nagrania Glenna Goulda, Murraya Perahii, Tatiany Nikołajewej, Wilhelma Kempffa i Lang Langa. W Polsce natomiast utwór ten został nagrany m.in. przez pianistkę Bronisławę Kawallę. Wariacje były także kanwą wydarzenia "(A)INSOMNIA - performansu o śnie, Wariacjach Goldbergowskich, różowych bezach i sztucznej inteligencji”, który miał miejsce 30 sierpnia 2024 r. podczas SILENCE Music Festival w Krakowie według koncepcji Mateusza Zubika, we foyer Kina "Kijów" i w kościele św. Tomasza w Lipsku. Na fortepianie zagrali wówczas: Mateusz Zubik, Marek Szlezer, Nina Gurol, Guillermo Rodriguez, Piotr Kowal, Eligiusz Skoczylas, Dominika Peszko i Radosław Goździkowski. Główną oś performansu stanowiło dzieło Bacha oraz kolejne segmenty utworu dopisane przez sztuczną inteligencję pod nadzorem Marka Chołoniewskiego. Drugi fortepian Yamaha Disklavier reprodukował na żywo grę pianistów z Krakowa, stojąc nad grobem kompozytora. W tworzenie performansu zaangażowani byli m.in. Miłosz Horodyski, zespół UKRAiNATV, Grzegorz Biliński i Alicja Duzel-Bilińska.
Dokonano też licznych transkrypcji na trio smyczkowe, orkiestrę, organy, gitarę.
Wariacje Goldbergowskie są obok Beethovenowskich Wariacji na temat Diabellego (stanowiących oczywisty hołd dla dzieła Bacha z budową 32+1) najwspanialszym przykładem formy wariacyjnej w historii muzyki. Ich różnorodność, barwność, niezwykle przemyślana koncepcja dzieła, zastosowanie najtrudniejszych technik zarówno kompozytorskich, jak i wykonawczych oraz ogrom swobody, jaki Bach zostawia przyszłym wykonawcom, sprawia, iż utwór ten jest fundamentem muzycznej kultury Europy i wywarł wpływ na generacje kompozytorów i wykonawców od klasycyzmu po muzykę XXI wieku.

## Nawiązania
- Sam Johann Sebastian Bach w swoim zbiorze enigmatycznych 14 kanonów[21] (14 jest sumą wartości kolejności liter jego nazwiska w alfabecie łacińskim: 2+1+3+8=14, co może  być uważane za kolejny dowód, że kompozytor był zafascynowany numerologią), gdzie jako temat wykorzystał temat arii zawarty w basie.[22] (8 pierwszych nut Arii w Canone doppio sopr’ il Soggetto[23] oraz pierwsze nuty basu Arii w Canon triplex a 6 Voc. (BWV 1076)[24])
- Wariacje Goldbergowskie są ulubionym dziełem Hannibala Lectera – głównego bohatera powieści Milczenie owiec.
- Fragment utworu został wykorzystany w filmie Wstyd z 2011 roku.